# Wolfgang Bodeit
Wolfgang Bodeit (* 14. April 1938 in Königsberg (Preußen); † 16. Februar 2018 in Hamburg) war ein deutscher Politiker (FDP) und Mitglied der Hamburgischen Bürgerschaft.

## Leben und Politik
Bodeit war gelernter Berufssoldat und verheiratet. Er trat gleichzeitig mit seiner Ehefrau 1963 in die FDP ein.
Von 1974 bis 1978 und erneut von 1987 bis 1993 gehörte er der Hamburgischen Bürgerschaft an und vertrat in der 14. Wahlperiode  seine Fraktion im Ausschuss für Inneres und für den öffentlichen Dienst, Sportausschuss, Rechtsausschuss und Gesundheitsausschuss. Zwischenzeitlich war er zudem Fachsprecher für Inneres und Recht.
Bei der Bürgerschaftswahl 2004 stand Bodeit auf Platz 14 der Landesliste. Die FDP verpasste jedoch den Einzug in die Bürgerschaft (18. Wahlperiode).
Er war stellvertretender Landesvorsitzender der FDP-Hamburg und Vorsitzender der FDP im Bezirk Hamburg-Mitte. Später war er Beisitzer des Vorstandes der FDP in Hamburg-Mitte. Zudem war er Vorsitzender der Liberalen Senioren des Landesverbandes Hamburg. Zudem war er Vorsitzender der FDP-nahen Emilie-Kiep-Altenloh-Stiftung.
Auf dem Landesparteitag der FDP am 6. April 2013 wurde er zum Ehrenmitglied der FDP Hamburg ernannt.